# Матсайкер (остров)
Матсайкер (англ. Maatsuyker Island) — остров у южного побережья острова Тасмания (Австралия), входит в состав штата Тасмания. Площадь острова — 1,86 км². Территория острова является частью национального парка Саут-Уэст.

## География

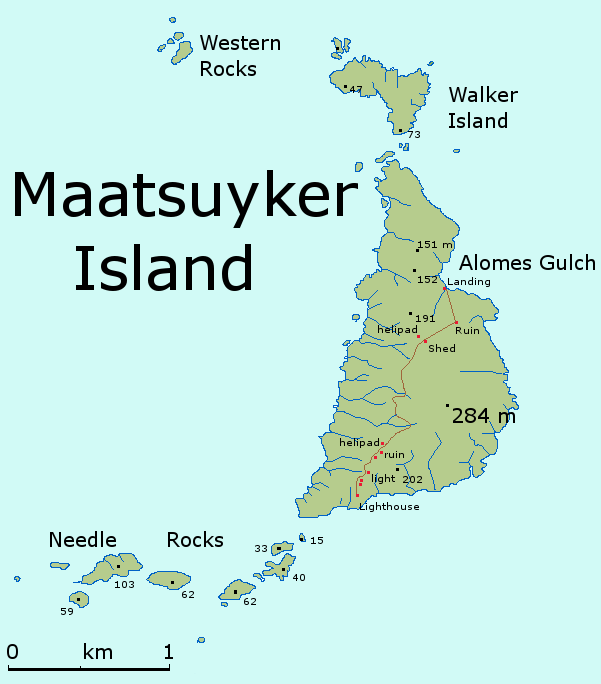
Карта острова Матсайкер

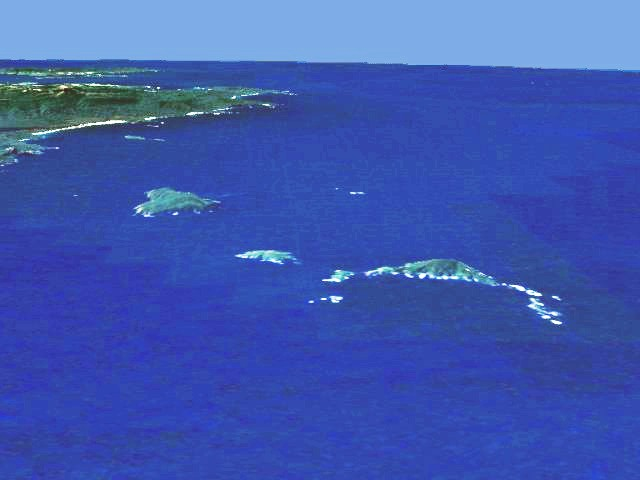
Вид на острова Матсайкер и мыс Саут-Ист (остров Матсайкер находится в правой части снимка)

Остров Матсайкер находится примерно в 10 км от южного побережья Тасмании и входит в состав «группы островов Матсайкер» (Maatsuyker Island Group), к которой, помимо него, причисляют острова Де-Уитт (De Witt Island), Флат-Уитч (Flat Witch Island), Уокер (Walker Island) и другие.
Высшая точка острова Матсайкер — 284 м.

## История
Тасманийские аборигены бывали на этом острове на протяжении многих веков, добывая моллюсков и охотясь на морских котиков.
Остров был назван голландским мореплавателем Абелем Тасманом 25 ноября 1642 года, в честь Йоана Матсайкера (Joan Maetsuijker), одного из членов Совета Батавии, который спонсировал экспедиции Тасмана. Из-за своей удалённости и труднодоступности остров практически не посещался европейцами до начала XIX века, когда там начали свой промысел охотники на тюленей.
В 1891 году на южной оконечности острова был построен маяк (The Maatsuyker Island Lighthouse), который работает до сих пор и является самым южным маяком Австралии.

## Фауна
На острове можно наблюдать австралийских морских котиков (англ. Australian fur seals), являющихся подвидом капских морских котиков. Сюда приплывают для размножения новозеландские морские котики (англ. New Zealand fur seals). Также на острове наблюдали южных морских слонов (англ. Southern elephant seals) и их детёнышей.
Среди морских птиц на острове встречаются малые пингвины, тонкоклювые буревестники, обыкновенные нырковые буревестники и снеговые китовые птички.